# Soechoj Superjet 100

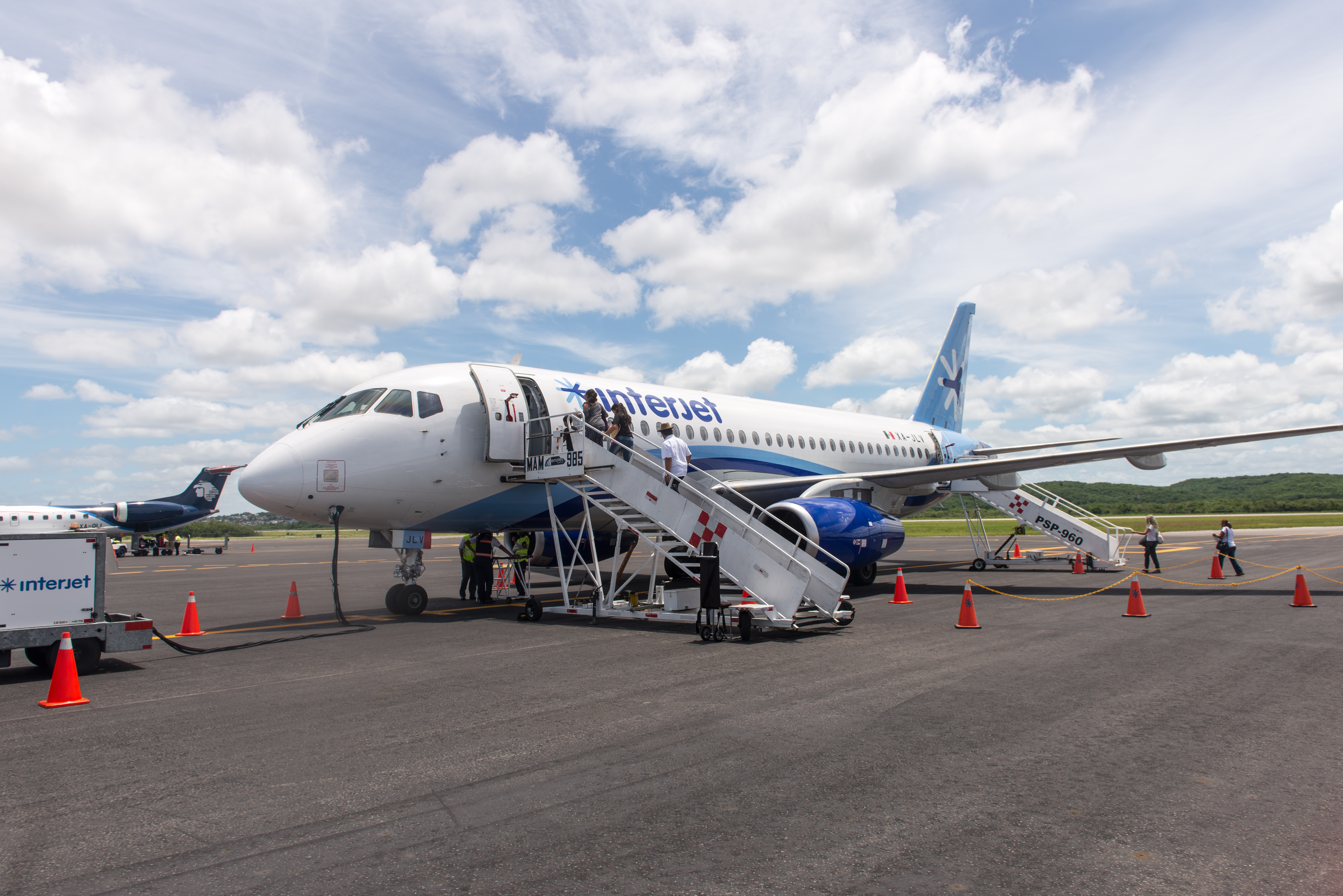
Sukhoi Superjet 100 (Campeche, Mexico)

De Soechoj Superjet 100 (Russisch: Сухой Суперджет 100) (SSJ) is een Russisch regionaal passagiersverkeersvliegtuig met 75 tot 95 zitplaatsen. De Superjet wordt gebouwd door Soechoj, dat een onderdeel is van de Russische luchtvaartconglomeratie Verenigde Vliegtuigbouwcorporatie. Voorheen stond de Superjet 100 bekend als de Russian Regional Jet en ook wel als de Soechoj RRJ. Op 26 september 2007 vond in de Luchtvaartfabriek van Komsomolsk aan de Amoer de publiekspresentatie van het toestel plaats. De eerste levering, aan de luchtvaartmaatschappij Armavia, vond plaats in april 2011 waarna de eerste commerciële vlucht volgde op 21 april 2011.

## Ontwikkeling
De introductie van de SSJ wordt wel gezien als de herstart van de Russische luchtvaartindustrie. De Russische vliegtuigbouwers Iljoesjin, Jakovlev en Toepolev werken daarbij samen met Westerse producenten als Boeing en Snecma. Ook het Indiase bedrijf Hindustan Aeronautics is betrokken in het project.
De productie zal in eerste instantie plaatsvinden in het Russische Komsomolsk aan de Amoer in het Russische verre oosten. In de toekomst wordt de productie mogelijk verplaatst naar Europees Rusland, dit onder druk van luchtvaartmaatschappijen en de partners van Soechoj.
De SSJ is in eerste instantie ontwikkeld als concurrent van de Antonov An-148, de Embraer E-serie, en de Bombardier C-serie. Volgens Michail Pogosjan, directeur van Soechoj is de SSJ 10-15% goedkoper in gebruik dan de Embraer en de Bombardier. Daarnaast is ook de aankoopprijs aanzienlijk lager dan deze toestellen.
Er zijn twee varianten van de SSJ in ontwikkeling, de Soechoj Superjet 100-75 en de Soechoj Superjet 100-95, waarbij het tweede getal wijst op het aantal zitplaatsen in de desbetreffende versie van het toestel. Er zijn ook plannen voor kleinere versies van het toestel. Grotere varianten zijn vooralsnog echter uitgesloten door het pact dat met Boeing is gesloten. Een toestel met 110 zitplaatsen zou namelijk mogelijk een concurrent kunnen worden van de Boeing 737.
De SSJ zal voldoen aan de laatste eisen die aan vliegtuigen worden gesteld, waaronder AP-25, FAR-25 en JAR-25. Ook zal het toestel voldoen aan de ICAO hoofdstuk 4-geluidsnormen.
In 2003 koos men de SaM146-turbofan van PowerJet, een joint venture van het Franse Snecma met het Russische NPO Saturn, om de Superjet 100 aan te drijven. Deze motor werd speciaal ontwikkeld voor regionale verkeersvliegtuigen, werd in 2008 voor het eerst getest en de combinatie maakte in mei 2008 de eerste proefvlucht.
In maart 2025 maakte de SSJ de eerste vlucht met Russische PD-8 motoren. Door de Russische inval in Oekraïne is de levering van motoren en componenten met westerse kennis en technologie stil gelegd en moest het land op zoek naar een binnenlands alternatief.

## Leveringen en operationele inzet
Op 19 april 2011 werd het eerste productietoestel overgedragen aan luchtvaartmaatschappij Armavia op het vliegveld Zvartnots in Yerevan, voor vluchten naar Moskou, Sochi en Oekraïense steden. Het toestel was vernoemd naar Joeri Gagarin. Op 21 april landde de eerste commerciële vlucht na bijna 3 uur vliegtijd op Moskou Sheremetjevo. Armavia verving hiermee de Airbus A319 op deze route. Op 1 mei maakte het toestel zijn eerste commerciële vlucht naar Venetië in ongeveer vier uren.
Tegen maart 2012 vlogen de zes toestellen bij Aeroflot 3,9 uren per dag in plaats van de standaard 8-9 uur. Dit werd veroorzaakt door storingen en vertragingen bij de levering van reserveonderdelen. Aeroflot vroeg daarom om kostencompensatie. In augustus 2012 meldde Armavia dat ze haar beide SSJ100s had teruggestuurd naar de fabrikant en dat ze verdere leveringen zou afzeggen. In februari 2013 zei Soechoj dat kinderziektes nu eenmaal gebruikelijk zijn bij nieuwe verkeersvliegtuigen.
De SSJ kwam bij het Mexicaanse Interjet op 18 september 2013 in dienst. In de eerste vier weken werden de eerste twee vliegtuigen 580 keer gevlogen met in totaal meer dan 600 uren, met een dagelijks gebruik van 9,74 uren en een betrouwbaarheid van 99,03%. Tegen juni 2014 had Interjet zeven SSJ100s en de inzet was verbeterd naar 99,7%.   Op 12 september 2014 begon Interjet geregelde passagiersdiensten naar de VS, op de route Monterrey in Mexico – San Antonio in Texas.
Op 3 juni 2016 ontving het Ierse CityJet haar eerste SSJ100, de eerste aan een West-Europese luchtvaartmaatschappij en de eerste aflevering van een fabrieksnieuw vliegtuig aan CityJet ooit.
Luchtvaartmaatschappij Brussels Airlines huurde vanaf april 2017 vier toestellen van CityJet voor Europese vluchten, ter vervanging van haar BAe142s. Brussels Airlines kreeg te kampen met veel vluchtannuleringen als gevolg van technische problemen met de SSJ. Volgens de maatschappij waren de toestellen weliswaar van goede kwaliteit, maar doordat er in Europa weinig ervaring was met de Superjets die er vliegen staan de vliegtuigen bij problemen relatief lang aan de grond. Brussels Airlines wilde in 2018 het gebruik van het toestel zo snel mogelijk afbouwen.
In september 2018 berichtte het Engelse Flight Global dat Interjet van haar gehele Soechoj Superjetvloot af zou willen, zo zou directeur Jose Luiz Gorza hebben verklaard. De Mexicaanse maatschappij onderhandelde met de Russische fabrikant over een deal om de toestellen terug te nemen. Volgens Interjet had zij al enkele keren (een deel van) haar Superjets aan de grond moeten houden vanwege technische problemen. Door gebrek aan voldoende onderdelen duurde het bovendien erg lang voordat de toestellen gerepareerd konden worden. Op dat moment had de budgetmaatschappij 22 Superjets in haar vloot en was ze de enige op het Amerikaanse continent die met dit type vloog.
Volgens het online magazine Up in the Sky schreef Airlinerwatch op gezag van diverse gebruikers eind november 2018 dat de Russische Soechoj Superjet SSJ100 ondermaats presteert door frequente motorproblemen. De oorzaak zou, zo schreef Airlinerwatch, komen door een ontwerpfout van de SaM146-straalmotoren. Het probleem zou zich voordoen in het onderdeel van de motor waar de verbranding plaatsvindt. Na 2000 tot 4000 vlieguren ontstonden er haarscheurtjes in de verbrandingskamers, in enkele gevallen was dit zelfs al het geval na 1000 vlieguren. Dit week aanzienlijk af van de belofte van de fabrikant, die stelt dat groot onderhoud pas na 7500 tot 8000 uur noodzakelijk is. De reparaties kostten twee tot vijf miljoen dollar en namen twee maanden in beslag.

## Ongevallen
Op 9 mei 2012 verongelukte een toestel met ten minste 45 mensen aan boord tijdens een demonstratievlucht in Indonesië door fouten van de bemanning. Aan boord waren naast de bemanningsleden ook potentiële kopers van het vliegtuig. Geen van de inzittenden heeft het ongeval overleefd.
Op 5 mei 2019 verongelukte een toestel op luchthaven Sjeremetjevo bij Moskou met 78 mensen aan boord, 36 mensen overleefden de noodlanding.

## Bestellingen
Hieronder een overzicht van de bestellingen tot februari 2011.

## Galerij

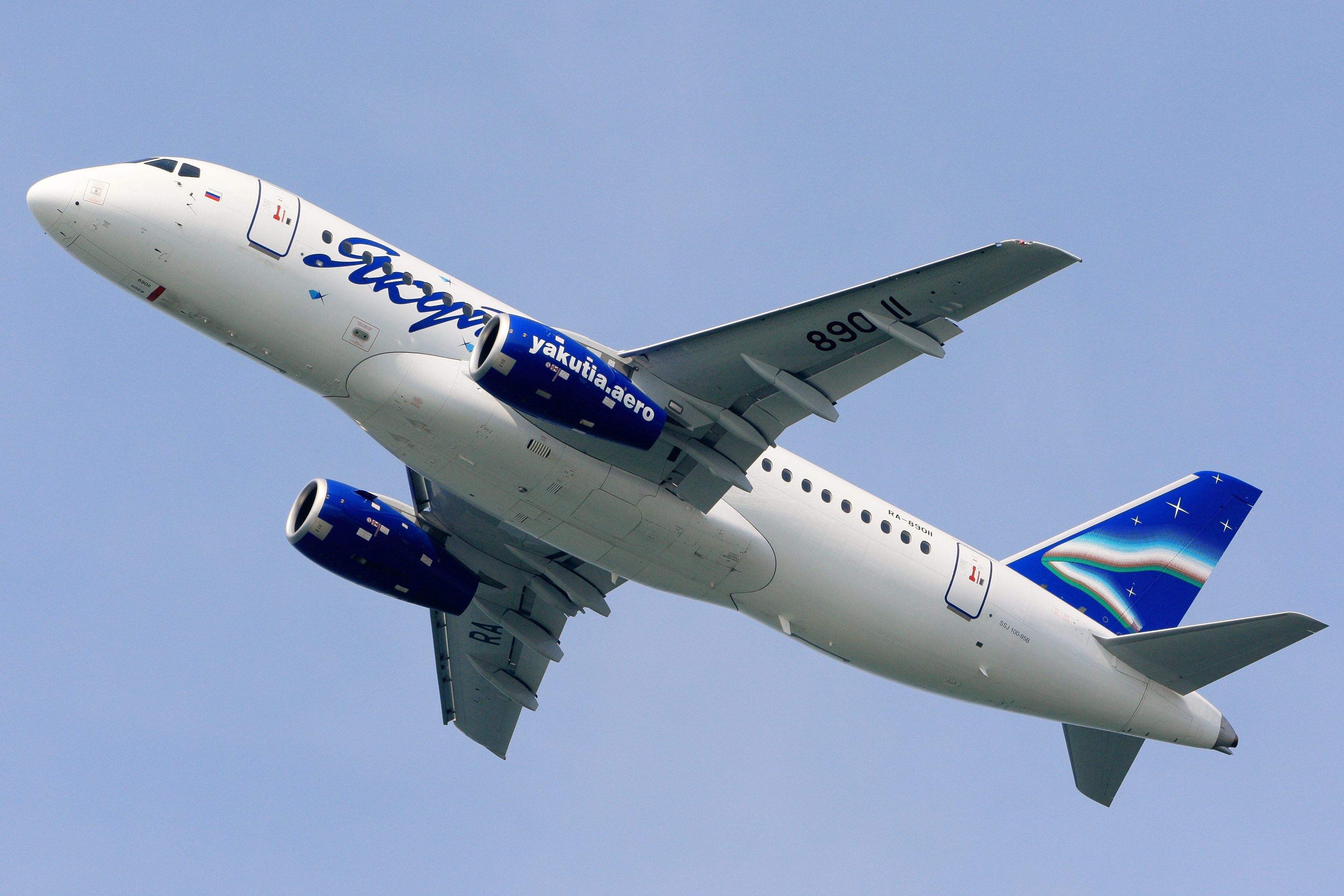
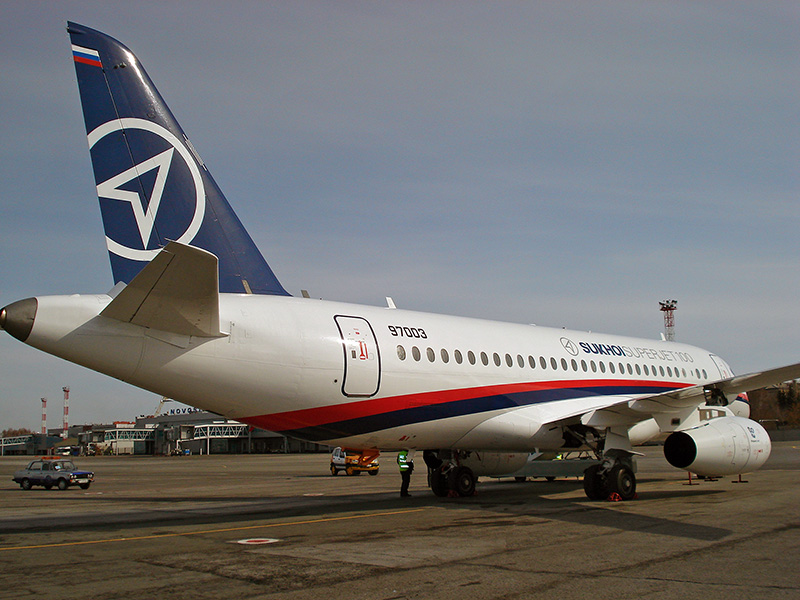
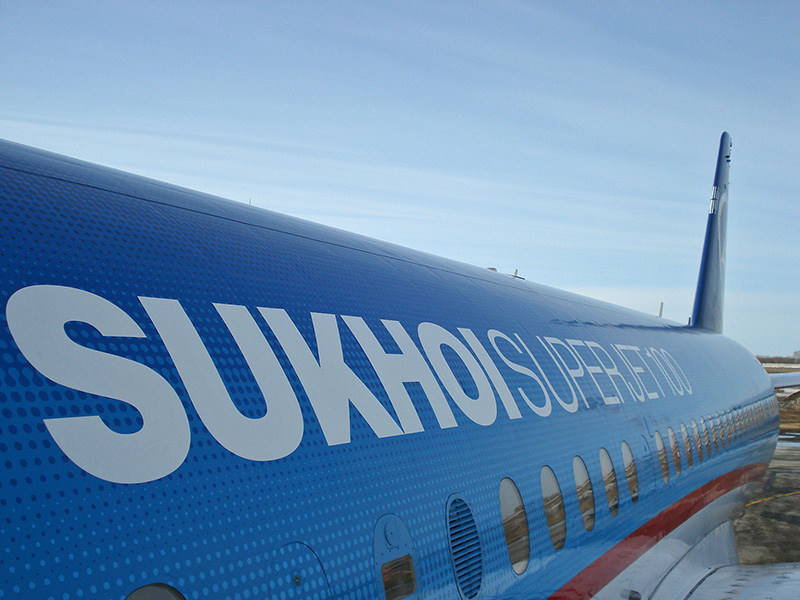
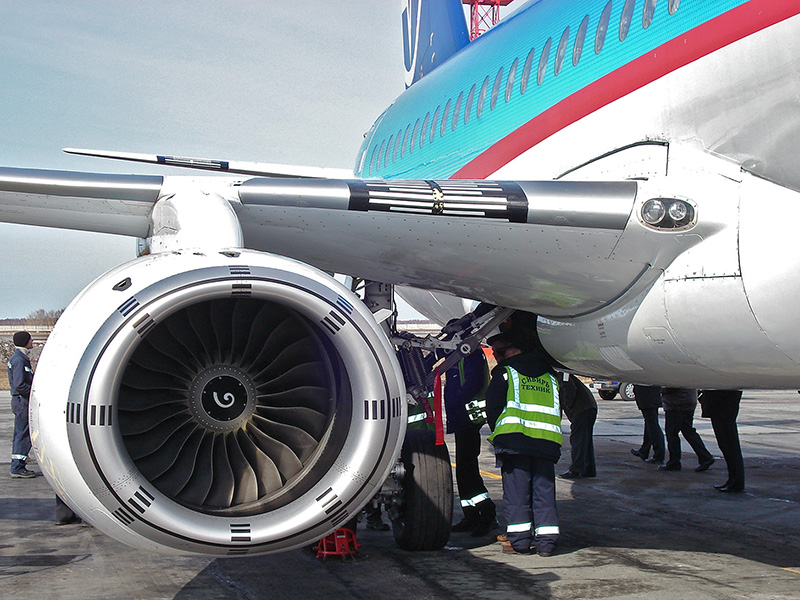
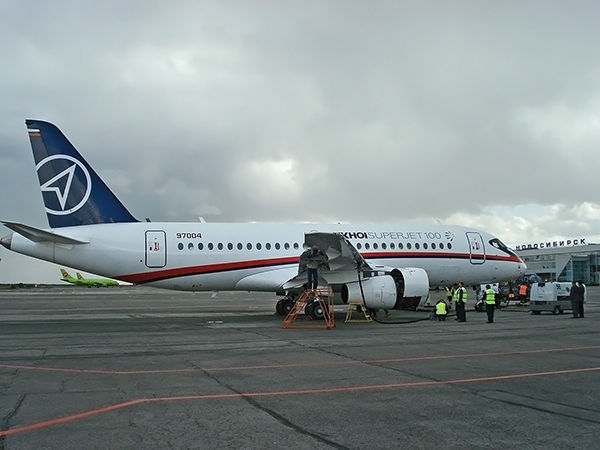
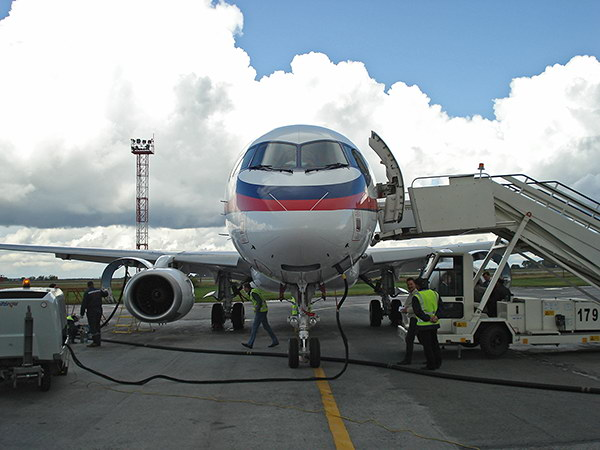